# Daltjärnen (Kalls socken, Jämtland)
Daltjärnen är en sjö i Åre kommun i Jämtland och ingår i Indalsälvens huvudavrinningsområde. Sjön har en area på 0,143 kvadratkilometer och ligger 570,7 meter över havet.

## Delavrinningsområde
Daltjärnen ingår i det delavrinningsområde (705186-135845) som SMHI kallar för Mynnar i Kallsjön. Medelhöjden är 659 meter över havet och ytan är 24,01 kvadratkilometer. Det finns inga avrinningsområden uppströms utan avrinningsområdet är högsta punkten. Gulån som avvattnar avrinningsområdet har biflödesordning 2, vilket innebär att vattnet flödar genom totalt 2 vattendrag innan det når havet efter 327 kilometer. Avrinningsområdet består mestadels av skog (48 procent), sankmarker (14 procent) och kalfjäll (35 procent). Avrinningsområdet har 0,14 kvadratkilometer vattenytor vilket ger det en sjöprocent på 0,6 procent.